# Зов предков (фильм, 1908)
«Зов предков» (англ. The Call of the Wild) — американский короткометражный боевик Дэвида Уорка Гриффита.

## Сюжет
Джордж Редфитер, окончив с отличием учёбу в университете в Карлайле, возвращается домой и влюбляется в Глэдис, дочь лейтенанта, который устроил приём в его честь. Лейтенанта это вывело из себя и он приказал Джорджу покинуть дом. Уходя, он понимает, что он недостаточно хорош, как супруг, и слышит зов предков, которые говорят, что его место на бескрайней равнине среди родных.

## В ролях
| Актёр            | Роль              |
| ---------------- | ----------------- |
| Чарльз Инсли     | Джордж Редфитер   |
| Гарри Солтер     | лейтенант Пенроуз |
| Флоренс Лоуренс  | Глэдис Пенроуз    |
| Джордж Гебхардт  | индеец            |
| Джон Р. Кампсон  |                   |
| Чарльз Горман    |                   |
| Артур В. Джонсон | индеец            |
| Клер Макдауэлл   | гость вечеринки   |
| Мак Сеннет       | гость вечеринки   |